# 太始 (侯景)
太始（たいし）は、南北朝時代、南朝梁において侯景が建てた私年号。
551年 - 552年。

## 西暦・干支との対照表
| 太始 | 元年  | 2年   |
| 西暦 | 551年 | 552年 |
| 干支 | 壬申  | 癸酉  |